# Katedra w Lapua
Katedra w Lapua (fiń. Lapuan tuomiokirkko, szw. Lappo domkyrka) – jest kościołem w Lapua w Finlandii, i siedzibą Diecezji Lapua. Neoklasycystyczna katedra została zaprojektowana przez Carla Ludwiga Engela i wybudowana w 1827. Organy katedry są największe w Finlandii.